# Calliphora himalayana
Calliphora himalayana är en tvåvingeart som beskrevs av Hiromu Kurahashi och Thapa 1994. Calliphora himalayana ingår i släktet Calliphora och familjen spyflugor.
Artens utbredningsområde är Nepal. Inga underarter finns listade i Catalogue of Life.